# Пітц (Колорадо)
Пітц (англ. Peetz) — місто (англ. town) в США, в окрузі Логан штату Колорадо. Населення — 213 особи (2020).

## Географія
Пітц розташований за координатами 40°57′43″ пн. ш. 103°6′51″ зх. д. / 40.96194° пн. ш. 103.11417° зх. д. (40.962041, -103.114273).  За даними Бюро перепису населення США в 2010 році місто мало площу 0,49 км², уся площа — суходіл.

## Демографія
Згідно з переписом 2010 року, у місті мешкало 238 осіб у 97 домогосподарствах у складі 60 родин. Густота населення становила 485 осіб/км².  Було 106 помешкань (216/км²).
Расовий склад населення:
| - 97,1 % — білих - 0,8 % — чорних або афроамериканців - 0,8 % — азіатів |

До двох чи більше рас належало 0,4 %. Частка іспаномовних становила 3,8 % від усіх жителів.
За віковим діапазоном населення розподілялося таким чином: 30,3 % — особи молодші 18 років, 55,8 % — особи у віці 18—64 років, 13,9 % — особи у віці 65 років та старші. Медіана віку мешканця становила 39,8 року. На 100 осіб жіночої статі у місті припадало 87,4 чоловіків;  на 100 жінок у віці від 18 років та старших — 78,5 чоловіків також старших 18 років.
Середній дохід на одне домашнє господарство  становив 50 952 долари США (медіана — 34 750), а середній дохід на одну сім'ю — 64 008 доларів (медіана — 45 625). Медіана доходів становила 33 750 доларів для чоловіків та 34 375 доларів для жінок. За межею бідності перебувало 4,1 % осіб, у тому числі 0,0 % дітей у віці до 18 років та 0,0 % осіб у віці 65 років та старших.
Цивільне працевлаштоване населення становило 130 осіб. Основні галузі зайнятості: роздрібна торгівля — 44,6 %, мистецтво, розваги та відпочинок — 16,2 %, освіта, охорона здоров'я та соціальна допомога — 10,8 %, сільське господарство, лісництво, риболовля — 6,9 %.